# WolveSpirit
WolveSpirit est un groupe allemand de rock, originaire de Wurtzbourg.

## Histoire
En 2009, les frères Oliver et Richard Eberlein ainsi que l'Américaine Deborah « Debbie » Craft forment le groupe WolveSpirit, après avoir joué ensemble dans différentes formations. Après l'enregistrement de quelques démos, le label grec Sleaszy Rider Records signe le groupe et publie son premier album Spirit Metal en 2011. Mécontent de cette collaboration, WolveSpirit résilie son contrat avec Sleaszy Rider Records la même année. Avec des nouvelles démos, WolveSpirit prend contact avec le producteur Michael Wagener, qui décide de collaborer avec WolveSpirit. En 2012, WolveSpirit produit son deuxième album Dreamcatcher dans ses propres studios Spirit Stone, tandis que Michael Wagener se charge du mixage. Dreamcatcher sort en 2013 sous le propre label Spirit Stone Records. S'ensuivent de plus en plus de concerts, surtout en Allemagne et lors de festivals.
En 2014, Manfred Hertlein découvre le groupe et l'engage pour assurer la première partie de la prochaine tournée d'Uriah Heep en Allemagne. La même année, le batteur Daniel Scholz rejoint le groupe et Michael Wagener produit le prochain album du groupe au studio Wire World à Nashville, Tennessee. L'album Free sort en 2015,, et se classe en tête des charts indépendants allemands. Il est le conseil du mois dans le magazine Good Times et le conseil spécial dans le magazine Break Out. Pendant une pause dans sa tournée, WolveSpirit se rendent à nouveau à Nashville en septembre 2015 pour y produire à nouveau avec Michael Wagener l'EP Dreamer, qui sort en décembre 2015. En 2015 encore, WolveSpirit revient en tournée avec Uriah Heep en tant qu'invité spécial. En 2016, WolveSpirit part en tournée avec les Spiritual Beggars. La tournée se déroule en Allemagne, en Belgique et en France. La même année, le groupe se rend à Nashville et produit son album Blue Eyes avec le producteur Andrija Tokic (producteur d'Alabama Shakes) au studio Bombshelter. L'album sort en 2017 sous le label Spirit Stone Records et en collaboration avec Cargo Records. La sortie de l'album est suivie par la tournée officielle Blue Eyes en Allemagne au printemps 2017.
En août 2017, un nouveau voyage à Nashville a lieu. WolveSpirit y enregistre l'album Fire and Ice au studio Southern Ground avec le producteur Dave Betchel. En 2018, Timo Müller rejoint le groupe en tant que nouveau batteur et son frère Philip Müller en tant que bassiste. La sortie de Fire and Ice en octobre 2018 s'accompagne d'une tournée en Allemagne qui se terminée en décembre 2018. En 2019, WolveSpirit profite d'une pause entre deux concerts pour écrire de nouvelles chansons. Cela conduit à une nouvelle production avec Dave Betchel au Southern Ground Studio de Nashville en août 2019. L'annonce d'un nom d'album et la date de sortie n'avaient pas encore été faites. La même année, Timo Müller se retire du groupe en tant que batteur et Martin Straube, batteur du groupe Bonesetter, est officiellement nommé nouveau batteur de WolveSpirit. Début novembre 2019, des discussions ont lieu avec le management Iron Will à Cologne. Quelques mois plus tard, WolveSpirit est signé par Iron Will et annoncé sur leur site. Enfin, au printemps 2020, Marco Tullius rejoint le groupe en tant que nouveau bassiste. En 2022 sort l'album Change the World,.

## Discographie

### Albums studio
- 2011 : Spirit Metal
- 2013 : Dreamcatcher
- 2015 : Free
- 2017 : Blue Eyes (32e place en Allemagne[9])
- 2018 : Fire and Ice (73e place en Allemagne[9])
- 2022 : Change the World (30e place en Allemagne[9])

### EP et singles
- 2012 : Blowin Up (EP)
- 2015 : Moonlight (single)
- 2015 : Dreamer (EP)